# Ligne 130A (Infrabel)
Pour les articles homonymes, voir Ligne 130.
La ligne 130A, Charleroi - Erquelinnes frontière (vers Jeumont en France), fut construite pour relier les bassins industriels de Charleroi, en Belgique, et du Nord-Pas-de-Calais, en France.
Aujourd'hui encore, le fret lié au secteur sidérurgique constitue une part importante du trafic de cette ligne internationale, alors que les prestigieux trains Paris - Cologne qui y transitaient ont quitté la scène, remplacés par les Thalys PBKA qui sur cette même relation ne s'arrêtent plus en Belgique qu'à Bruxelles-Midi et Liège-Guillemins.
La vitesse de référence de cette ligne est fixée à 120 km/h. Du côté français de la frontière, cette même vitesse-limite est applicable jusqu'à Jeumont ; ensuite, certains tronçons de la ligne de Creil à Jeumont possèdent des vitesses-limite plus élevées pouvant aller jusqu'à 160 km/h.

## Historique
- En 1852, la ligne fut établie par la Compagnie du chemin de fer de Charleroi à la frontière de France.
- Dès 1854, elle est reprise à bail par la Compagnie du Nord - Belge à qui elle permettait une connexion entre son réseau et l'important bassin sidérurgique de Charleroi.

- le 29 janvier 1965, la SNCB inaugure la traction électrique sur cette ligne. La gare de commutation se trouve en France, à Jeumont.

- En 1988, la cour à marchandise d'Erquelinnes est désaffectée. Avec elle, la desserte fret locale de l'essentiel de la ligne (à l'exception de Marchienne Zone) prend fin. La vaste halle marchandise, dimensionnée en fonction des opérations de douanes et construite dans le plus pur style de la Compagnie du Nord subsiste, inoccupée.
- En septembre 2012, le trafic voyageurs en provenance de Charleroi est limité à Erquelinnes. Il n'y a donc plus de trafic voyageurs transfrontalier ; seuls les trains de marchandises franchissent encore la frontière.
- En 2018, une relation voyageurs Namur - Charleroi - Maubeuge rend à la ligne 130A sa vocation internationale.
- Depuis 2020 la section allant de la sortie ouest du tunnel de Leernes jusqu'à Lobbes-Garage (comprenant les gares (voyageurs) de Hourpes, Thuin et Lobbes) a été mise « temporairement » (sic) à voie unique[1],[2], Infrabel invoquant le coût trop élevé de renouvellement du deuxième tablier de plusieurs ponts sur la Sambre eu égard au trafic actuel, au grand dam des associations de voyageurs[3],[4].

## Les ouvrages d'art
La ligne suit la vallée de la haute Sambre, et franchit cette rivière à 15 reprises.
En outre, le tunnel de Leernes (441 m) permet de franchir une colline (elle-même contournée par un méandre de la Sambre) entre les gares de Landelies et Hourpes.

## Utilisation

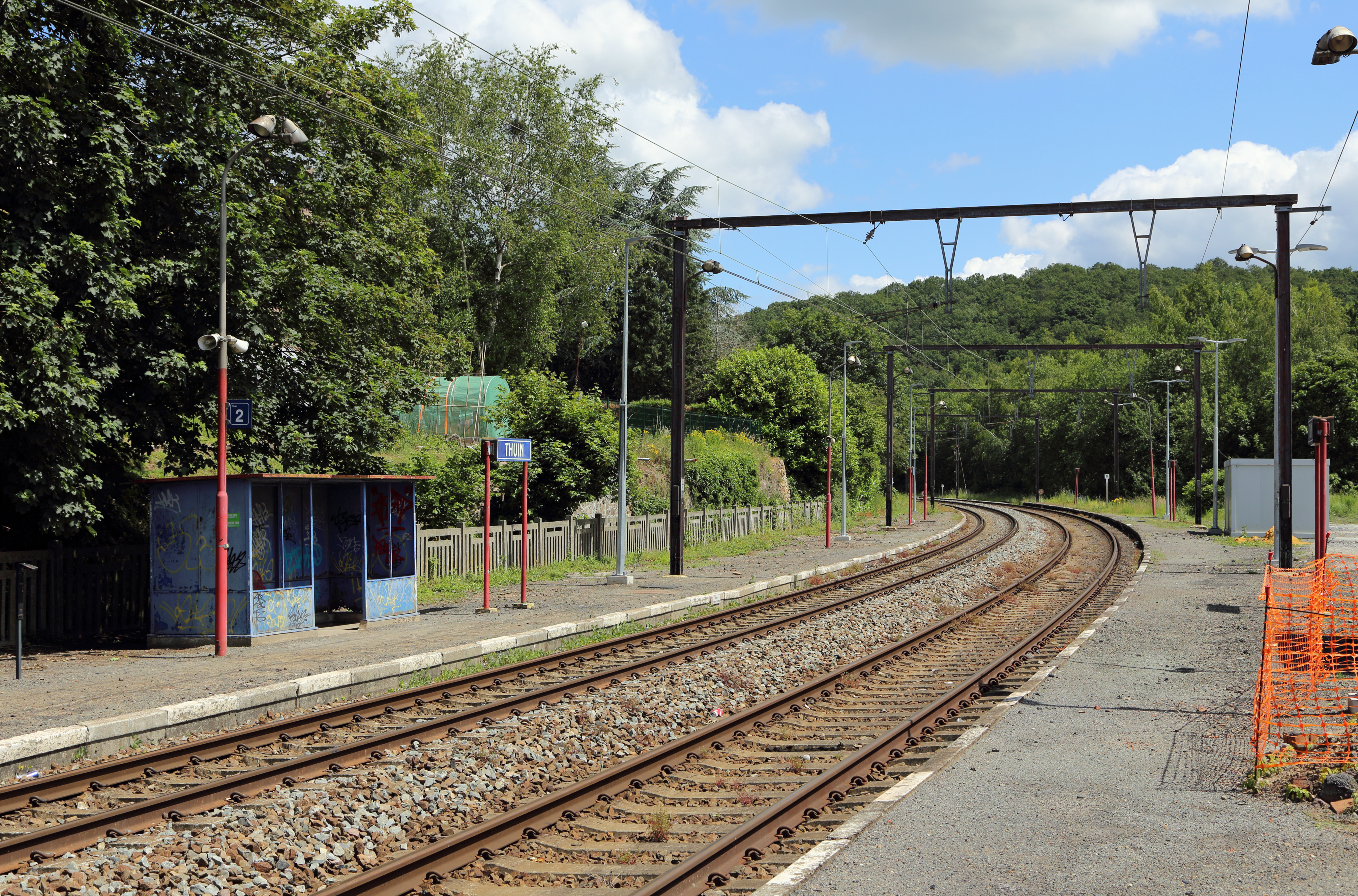
Les voies de la ligne 130A à la gare de Thuin

Aujourd'hui, la ligne est surtout utilisée en trafic fret. La sidérurgie belge écoule une partie de sa production via cette ligne. L'arrêt des hauts fourneaux Liégeois a également nécessité l'acheminement de produits bruts vers les lignes de transformation à froid qui y subsistent, ou l'exportation du coke qui y est toujours produit. 
La SNCB et la SNCF assurent ce trafic de transit à l'aide d'un pool de matériel de traction composé de locomotives Belges de la série 13 et de motrices françaises de la série BB 36000, en se réservant (depuis la libéralisation du fret) la possibilité de tracter des trains sans le concours de l'opérateur historique de l'autre pays, sous le régime dit open access.
La ligne est desservie par une relation omnibus cadencée à l'heure entre Charleroi-Central et Erquelinnes. Ces trains, renommés S63 du RER de Charleroi en 2018, circulaient auparavant jusqu'à Jeumont (où le TER Nord-Pas-de-Calais assure une relation vers Lille via Maubeuge, Aulnoye et Valenciennes) mais ce bref passage de la frontière a pris fin en septembre 2012. Cette desserte est renforcée par deux paires de trains de pointe. L'une au matin, l'autre le soir.
Depuis 2018, il existe deux paires de trains IC reliant Namur à Maubeuge avec un unique arrêt à Charleroi ; ces trains circulent uniquement deux fois par jour.
Historiquement, la ligne était également utilisée par les trains internationaux reliant Paris à Cologne, notamment les Trans-Europ-Express Molière et Parsifal. Ce flux de trafic est détourné par les lignes à grande vitesse via Bruxelles depuis l'avènement du TGV PBKA (Paris - Bruxelles - Cologne - Amsterdam).
À partir du 11 décembre 2022, les deux paires de trains IC Namur-Maubeuge avec comme seul unique arrêt Charleroi sont supprimés définitivement. Cependant la relation omnibus cadencée à l'heure entre Charleroi et Erquelinnes est prolongé jusqu'à Maubeuge, à raison de 9 relations quotidiennes dans chaque sens, y compris le week-end, ce qui augmente considérablement l'offre transfrontalière, en assurant les correspondances des 4 trains quotidiens Maubeuge-Paris. 
Cette ligne, qui était menacée de fermeture par Infrabel, qui a tout de même réduit à voie unique une portion de la ligne, doit probablement sa survie au trafic fret, car le trafic voyageur est assez faible. Cette ligne a été aussi la première à expérimenter l'arrivée du nouveau matériel Désiro en 2012. Ironie de l'histoire, au fil des ans, du matériel varié plus ancien a parcouru la ligne;  des Classiques, des Autorails Diesels 41, des AM96, etc. 